# Musa Wenkosi Dube
Musa Wenkosi Dube-Thembo-Ekwawa (* 28. Juli 1964 in Chadibe Borolong, Botswana) ist Professorin für Neutestamentliche Exegese an der University of Botswana in Gaborone. Ihr Forschungsschwerpunkt ist feministisch-postkoloniale Exegese, besonders Bibellektüre im Kontext von HIV/AIDS. Sie ist Mitglied der Methodistischen Kirche und in ihrer Theologie ökumenisch orientiert. Dube gilt als eine führende afrikanische Neutestamentlerin und ist eine Repräsentantin des Circle of Concerned African Women Theologians.

## Leben
Musa W. Dube ist das siebte Kind des Ehepaars Agnes Tafa, das in den 1950er Jahren aus Zimbabwe nach Botswana eingewandert war und sich in der Region Borolong niedergelassen hatte. Sie studierte an der University of Botswana Theologie/Religionswissenschaft sowie parallel dazu Umweltstudien; in beiden Studiengängen erreichte sie den Master-Grad. Sie promovierte 1997 an der Vanderbilt University mit einer Arbeit zu postkolonialer feministischer Bibelinterpretation. Seit 2003 hat sie einen Lehrstuhl für Neutestamentliche Exegese an der University of Botswana, seit 2004 ist sie außerdem Assistenzprofessorin für Theologie am Scripps College, Claremont. 2002/2003 war sie Theologische Beraterin des ÖRK.
2010 wurde Musa W. Dube von der Alexander-von-Humboldt-Stiftung der Friedrich Wilhelm Bessel Research Award zuerkannt, woraufhin Dube 2011 einen Forschungsaufenthalt am Lehrstuhl für Neutestamentliche Wissenschaften der Universität Bamberg verbrachte (Prof. Joachim Kügler). 2017 erhielt Dube den Gutenberg Teaching Award der Universität Mainz.
Die Emory University kündigte im Mai 2020 an, dass Musa W. Dube ab Herbst 2021 einen Lehrstuhl für Neues Testament an der Candler School of Theology übernehmen werde.

## Lehre
Dube bezieht sich auf die postkoloniale Theorie, wie sie u. a. von Edward Said für die Literaturwissenschaft entwickelt wurde. Insofern die Bibel Literatur ist, kann sie postkolonial gelesen werden.
Dube setzt sich für eine christliche Reaktion auf die HIV-Epidemie in Afrika ein. Mit dem Artikel Preaching to the Converted: Unsettling the Christian Church (2001) wies sie darauf hin, wie die Kirchen in Afrika sich an der Stigmatisierung und Ausgrenzung von Infizierten beteiligten. In der HIV/AIDS-Initiative des Ökumenischen Rats der Kirchen in Afrika (EHAIA) nahm Dube eine führende Position ein. Nach Dube ist die Diskriminierung von Frauen ein wesentlicher Grund für die starke Ausbreitung der Epidemie.

## Veröffentlichungen (Auswahl)
- Post-colonial Feminist Interpretation of the Bible. Chalice Press, Atlanta 2000.
- Other Ways of Reading: African Women and the Bible. SBL, Atlanta 2001.
- Grant Me Justice: HIV/AIDS and Gender Readings of the Bible. Orbis, Maryknoll NY 2005.
- mit Jeffrey Staley: John and the Postcolonialism. Travel, Space and Power. Sheffield Academic, Sheffield 2002.
- mit Gerald West: The  Bible in Africa: Translations, Trajectories and Trends. Brill, Leiden 1999.
- Towards a post-colonial feminist interpretation of the Bible. In: Semeia 78 (1997), S. 11–26.